# Белогорлый дроздовый топаколо
Белогорлый дроздовый топаколо (лат. Scelorchilus albicollis) — вид воробьиных птиц семейства топаколовых (Rhinocryptidae). Выделяют два подвида. Эндемик Чили.

## Описание
Белогорлый дроздовый топаколо — небольшая птица длиной 19 см.  Лоб винно-коричного цвета. Остальная часть головы и верхняя часть тела серовато-коричневые. Отчётливо выражена белая бровь. Уздечка и ушные впадины черноватые. Надхвостье коричневатое с черноватыми полосами. Крылья коричневые, кончики кроющих перьев беловатые и черноватые. Нижняя часть тела беловатая; грудь без отметин, а остальная часть и бока шеи испещрены тёмно-коричневыми полосками. Полосы самые широкие на боках и брюхе. Нижняя часть брюха светло-коричневая. Радужная оболочка тёмно-коричневая; клюв чёрный с сероватым основанием; цевка чёрная. Подвид S. a. atacamae намного бледнее. Ювенильные особи полностью испещрены полосками.

## Вокализация
Песня представляет собой громкую серию из 9—10 лающих нот «ooer» продолжительностью 2,5 секунды. Первые ноты звучат раздельно на частоте 0,7 кГц, остальные неуклонно падают с 0,8 до 0,6 кГц. Позывка резкая и короткая, похожа на поросячье хрюканье. 

## Биология
Белогорлый дроздовый топаколо обитает в самых разнообразных местах, начиная от низменных тропических лесов и заканчивая парамо, расположенных выше линии леса. Встречается от уровня моря до высоты 1600 м над уровнем моря.
Рацион белогорлого дроздового топакуло состоит почти исключительно из членистоногих. Питается в основном на земле.
Сезон размножения приходится на сентябрь—октябрь. Гнездо представляет собой открытую чашечку из мягкой травы, помещенную в углубление в конце туннеля длиной 1—2 м. Иногда роет собственный туннель, но часто использует заброшенную нору грызунов рода Octodon. В кладке 2—3 яйца размером 27,2х23 мм. Оба родителя насиживают кладку и выкармливают птенцов.

## Подвиды и распространение
Выделяют два подвида:
- S. a. albicollis (Kittlitz, 1830) — центр Чили
- S. a. atacamae Hellmayr, 1924 — север Чили